# Ōtomo no Kuronushi
Ōtomo no Kuronushi (大友黒主?) fue un poeta japonés que vivió en la era Heian. Es considerado uno de los seis mejores poetas de waka, y es el único de este grupo que no fue incluido en la lista antológica del Hyakunin Isshu.

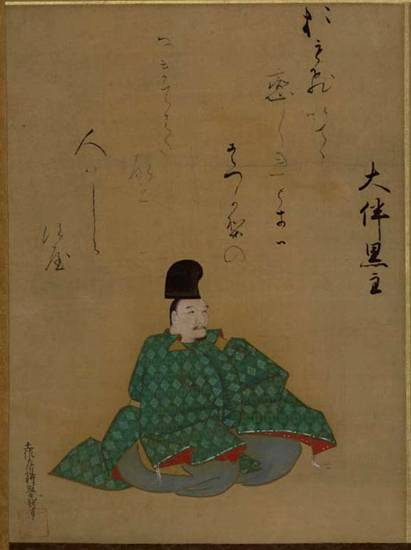
Ōtomo no Kuronushi por Tosa Mitsuoki

Fue miembro del clan Ōtomo y descendiente del Príncipe Imperial Ōtomo (posteriormente Emperador Kōbun).
Algunos de sus poemas waka fueron incluidos en la antología imperial Kokin Wakashū, en donde su prefacio escrito por Ki no Tsurayuki, lo describe como uno de los mejores poetas de waka. También algunos de sus poemas fueron incluidos en otras antologías imperiales como el Gosen Wakashū y en el Shūi Wakashū. En el ensayo poético Mumyōshō, escrito por Kamo no Chōmei, se hacen elogios sobre la poesía de Kuronoshi.